# Dormandy (Automarke)
Dormandy war eine US-amerikanische Automarke.

## Markengeschichte
James Knox Polk Pine leitete 1903 die United Shirt & Collar Company in Troy im US-Bundesstaat New York. Dort wurden Hemden, Hemdkragen und Halsbänder hergestellt. 1903 begann zusätzlich die Produktion von Automobilen. Der Markenname lautete Dormandy. 1905 endete die Fahrzeugproduktion. Insgesamt entstanden vier Fahrzeuge.

## Fahrzeuge
Konstrukteur und Namensgeber war Gary Dormandy. Viele Teile wurden im eigenen Unternehmen hergestellt. Dazu gehörte auch das Fahrgestell. Einige der Teile für den Motor wurden von der Oscar Lear Automobile Company bezogen. Der Vierzylindermotor war luftgekühlt. Das erste Fahrzeug war eine geschlossene Limousine. Danach folgten drei offene Tourenwagen. Die Troy Carriage Company aus der gleichen Stadt fertigte die Karosserien.

## Produktionszahlen
| Jahr  | Produktionszahl |
| ----- | --------------- |
| 1903  | 1               |
| 1904  | 2               |
| 1905  | 1               |
| Summe | 4               |